# بابولای
بابولای (به لاتین: Babula'i) یک منطقهٔ مسکونی در افغانستان است که در ولایت بادغیس واقع شده‌است.